# 신주무원록

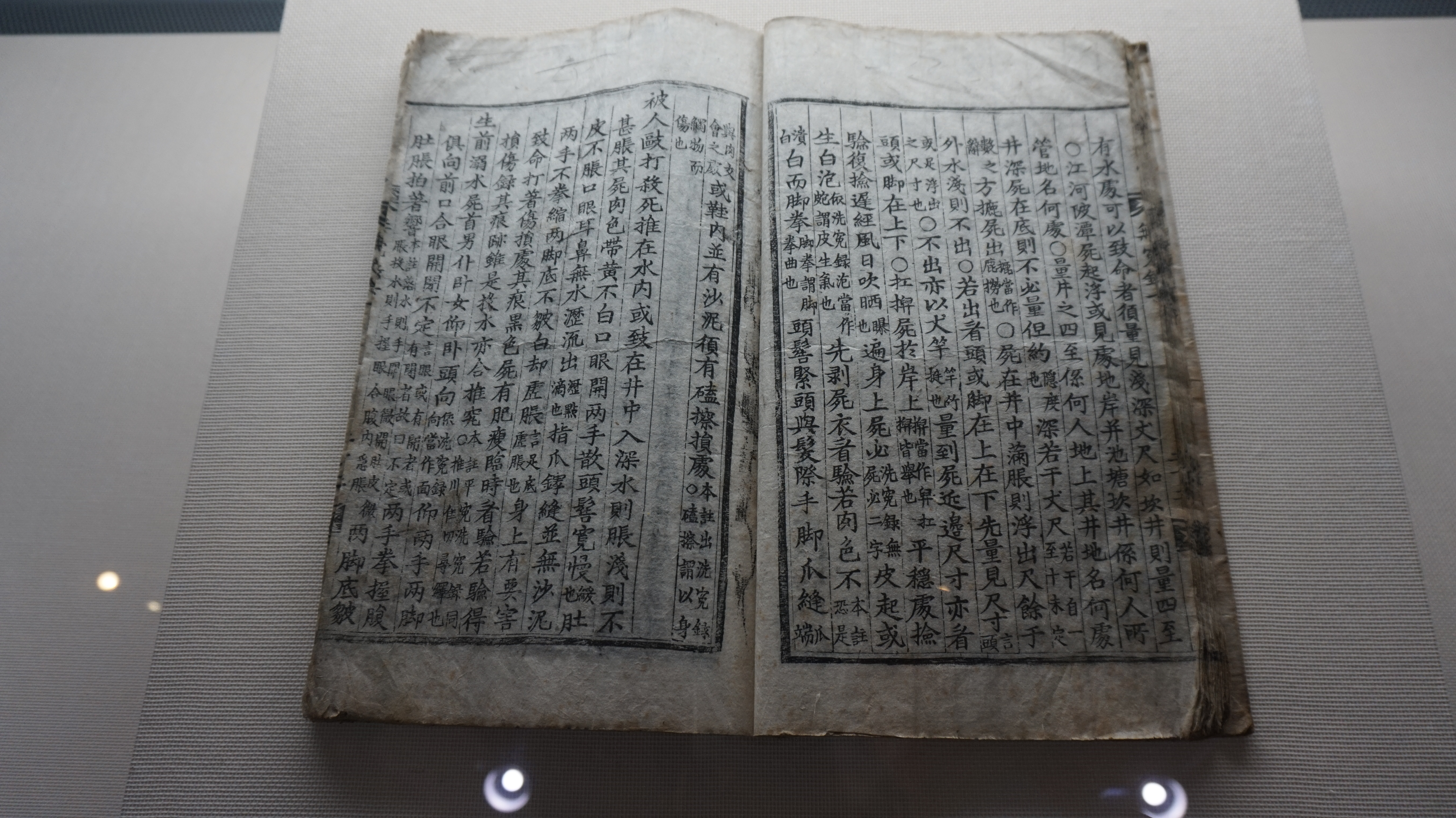
신주무원록

신주무원록(新註無寃錄)은 조선시대의 법의학 지침서이다. 활용도가 높아 정조 16년(1792년)에 「증수무원록언해」(增修無寃錄諺解)라는 한글판까지 나왔다.

## 개요
원나라 때 왕여가 쓴 《무원록》을 세종의 명으로 최치운, 이세형, 변효문, 김황에게 주석을 붙이고 내용을 보충하게 하여 작성하였다. 백성들 역시 형사사건에서 억울함이 없게 하기 위하여 언해본도 출간되었다. 상하권으로 이루어져 있으며, 상권에서는 시체를 검시하는 기본적인 방법과 원나라 때의 사건 예시들을 수록하고 있다. 하권에서는 교살된 시체, 자살한 시체, 맞아죽은 시체, 칼침 맞고 죽은 시체, 불타 죽은 시체 등 구체적 상황에서의 각 시체를 어떻게 검시해야 하는지 설명한다.